# Stanislav Mašata
Stanislav Mašata (4. května 1903 Vsetín – 10. června 1948 Znojmo) byl český varhaník a skladatel.

## Život
Hudbu studoval nejprve soukromě. Ve hře na varhany byl jeho učitelem Eduard Tregler a ve skladbě Vojtěch Říhovský. Později absolvoval varhanní kurs Cyrilské jednoty v Praze a studoval i zpěv a dirigování u Maxe Koblížka. Stal se archivářem a druhým sbormistrem Cyrilské jednoty ve Vsetíně. V letech 1928–1935 byl ředitelem kůru v Lipníku nad Bečvou a vyučoval hudební výchovu na reálce. Založil tam i žákovský orchestr. V roce 1935 se stal ředitelem kůru v Boskovicích.
Po roce 1939 až do své smrti působil ve Znojmě jako učitel hudby a ředitel kůru.

## Dílo
- Vánoční mše česká (1932)
- Requiem
- Te Deum
- 3 mše latinské
- Odpočiň si (smíšený sbor, text František Sušil, 1933)
- Svatý Václave (smíšený sbor, text Josef Václav Sládek, 1929)
- Ave Maria (smíšený sbor, 1928).
- Ballada o svatbě v Kanaàn (kantáta, text Jan Neruda, 1931)
- Záhořovo lože (kantáta, text Karel Jaromír Erben, 1931)
- Oblaka (opera, libreto Jaroslav Kvapil, zůstala nedokončena)
- Písně valašské pro dva hlasy s orchestrem

Napsal i řadu úprav národních písní pro mužský a ženský sbor, písně hanácké a vojenské.